# Tadeusz Adelt
Tadeusz Adelt (ur. 16 czerwca 1909 w Warszawie, zm. 18 grudnia 1988) – polski wioślarz i motorowodniak, także działacz sportowy.
Był zawodnikiem AZS Warszawa, wielokrotnie zdobył mistrzostwo Polski, cztery raz uzyskał rekord Polski. Od 1933, po wycofaniu się z wioślarstwa wyczynowego, był działaczem sportu motorowodnego oraz autorem wielu publikacji dotyczących tej tematyki, a także materiałów szkoleniowych.

## Publikacje
- Śródlądowe żeglarstwo motorowe: podręcznik
- Śródlądowy jachting motorowy
- Turystyka motorowodna dla wtajemniczonych
- Wodne Wilczęta
- Znaki żeglugowe i sygnalizacja dźwiękowa dla śródlądowych turystów wodnych
- S. Gajęcki i T. Adelt Sport motorowodny